# Brigitta Hauser-Schäublin
Brigitta Hauser-Schäublin (* 7. Juni 1944 in Basel; † 5. Juni 2025) war eine Schweizer Wissenschaftlerin und Publizistin. Sie war Professorin für Ethnologie an der Georg-August-Universität Göttingen. Ihr Forschungsschwerpunkt lag im Indopazifik und der Staatsbildung in Südostasien.

## Leben
Brigitta Hauser-Schäublin wurde 1944 in Basel geboren und verbrachte in Riehen bei Basel ihre Kindheit und Jugend. Ihr Vater war ein Lokalpolitiker und Chef eines internationalen Handelsunternehmens.
Als junge Frau zog sie nach Zürich und machte ein Praktikum in digitaler Aufzeichnung beim Schweizer Fernsehen. Sie sprach neben Deutsch fließend Englisch, Indonesisch, Tok Pisin und Französisch. Nach Sprachaufenthalten in Lausanne und London begann sie 1963 ein Praktikum bei einer Lokalzeitung in Basel, um Journalistin zu werden. Durch eine Reise nach Indien wurde Hauser-Schäublin stark geprägt und ihr Interesse für Ethnologie geweckt. Nach ihrer Rückkehr entschied sie sich, die Hochschulreife [Matura] nachzuholen und arbeitete nebenbei als Journalistin.
Im Jahr 1969 begann sie mit ihrem Studium in Basel. Kurze Zeit belegte sie einige Kurse in Theologie, konzentrierte sich danach aber auf Ethnologie Soziologie und Volkskunde. Alfred Bühler und Meinhard Schuster waren zwei ihrer Lehrer. Nach einem Auslandssemester in München in 1971 erhielt sie eine Kuratorenstelle für Öffentlichkeitsarbeit und Museumspädagogik am Museum der Kulturen Basel. Ein Jahr später nahm sie an einem Forschungsprojekt von Schuster teil, das sich auf die Region um den Sepik, Papua-Neuguinea konzentriert hat. Hauser-Schäublin war Teil einer größeren Expeditionen nach Neuguinea. Die dabei gesammelten Daten flossen in ihre 1977 veröffentlichte Dissertation mit dem Titel Frauen in Kararau. Zur Rolle der Frau bei den Iatmul, Mittelsepik, Papua New Guinea (2019 auf Englisch veröffentlicht Women in Kararau. Gendered lives, works, and knowledge in a  Middle Sepik Society, Papua New Guinea) ein.
Nach ihrer Promotion konzentrierte sie sich auf ihre museumspädagogische Arbeit im Museum und organisierte verschiedene Ausstellungen. Zwischen 1978 und 1985 führte sie Feldstudien bei den Abelam in Papua-Neuguinea zum Thema Kulthäuser durch. 1989 veröffentlichte sie ihre zweibändige Habilitationsschrift mit dem Titel Kulthäuser in Nordost-Neuguinea (2016 ist Teil 1 auf Englisch erschienen Ceremonial Houses of the Abelam, Papua New Guinea. Architecture and Ritual – a Passage to the Ancestors). Basierend auf diesen Studien baute sie gemeinsam mit Jörg Hauser ein 16 Meter hohes Kulthaus der Abelam im Museum der Kulturen Basel massstabsgetreu auf. Auf eine Vertretungsprofessur in der Abteilung Sozial- und Kulturanthropologie in der Universität Köln folgte ein Ruf an die Georg-August-Universität Göttingen, wo sie Nachfolgerin von Erhard Schlesier auf der Professur für Allgemeine Ethnologie und Ozeanistik wurde.
Von 1992 bis 2009 hatte sie damit eine C4-Professur für Ethnologie in Göttingen inne. Während ihrer Zeit als Professorin führte sie neben Studien in Deutschland zum Thema Reproduktionsmedizin und Organtransplantation weitere Feldstudien durch, ab 1988 in Indonesien, vor allem auf Bali und Sumatra, und ab 2008 in Kambodscha. 1993 hatte sie eine Gastprofessur an der Columbia University inne, im Herbst 1994 die Theodor-Heuss-Gastprofessur an der New School for Social Research in New York City. 1996 war Hauser-Schäublin Gastprofessorin im Dartmouth College in New Hampshire und 2006 an der École des Hautes Ètudes en Sciences Sociales in Paris. Zum Ende ihrer universitären Karriere befasste sie sich vermehrt mit Theorien und Diskursen, vor allem zu Kulturellem Eigentum und UNESCO-Weltkulturerbe. Hauser-Schäublins Forschung führte zu wichtigen Erkenntnissen, zum Beispiel in den Bereichen der Genderforschung, der politischen Raumorganisation und der Kulturpolitik. 2009 wurde sie emeritiert. Von 2010 bis 2016 war sie Forschungsprofessorin am Institut für Ethnologie in Göttingen (Förderprogramm des Landes Niedersachsen, „Die Niedersachsenprofessur Forschung 65+“).
Seit ihrer Pensionierung war Hauser-Schäublin auch wieder publizistisch tätig und veröffentlichte regelmäßig Artikel in verschiedenen Zeitungen, so auch in der Neuen Zürcher Zeitung.
Brigitta Hauser-Schäublin war verheiratet. Sie starb im Juni 2025 im Alter von 80 Jahren nach schwerer Krankheit.

## Schriften (Auswahl)
- Böen der Erinnerung. Eine Spurensuche im Reich der Dinge. In: Paideuma 65, 2019, S. 7–30.
- mit Vera Kalitzkus, Imme Petersen, Iris Schröder: Der geteilte Leib. Eine ethnologische Untersuchung zu Reproduktionsmedizin und Organtransplantation in Deutschland. Campus, Frankfurt am Main: 2001
- mit Lyndel V. Prott: Cultural Property and Contested Ownership. The Trafficking of Artefacts and the Quest for Restitution. London: Routledge 2017
- mit David Harnish: Between Harmony and Discrimination. Negotiating Religious Identities within Majority-Minority Relationships in Bali and Lombok. Leiden: Brill 2014.
- Adat and Indigeneity in Indonesia. Culture and Entitlements between Heteronomy and Self-Ascription. Göttingen: Universitätsverlag.